# Aplysina archeri
Aplysina archeri (Higgin, 1875) è una spugna della famiglia delle Aplysinidae.